# Małoje Nowo
Małoje Nowo (ros. Малое Ново) – wieś w Rosji, w rejonie czerepowieckim obwodu wołogodzkiego. W 2010 liczyła 101 mieszkańców.